# Mario Ferrari (calciatore)
Mario Ferrari (Brescia, 27 novembre 1926 – Firenze, 9 settembre 2018) è stato un pallavolista, allenatore di calcio e calciatore italiano, di ruolo attaccante.

## Carriera

### Calciatore
Inizia a giocare nelle giovanili del Brescia, con cui esordisce sedicenne nel ruolo di ala sinistra nel campionato di Serie B 1942-1943 concluso con la promozione delle Rondinelle nella massima serie: l'allenatore József Bánás lo schiera in 8 occasioni, nelle quali Ferrari realizza una rete. Al termine della guerra, riprende l'attività nella formazione bresciana, con cui partecipa al campionato di Divisione Nazionale 1945-1946 e al successivo torneo nella massima serie, venendo impiegato come rincalzo per un totale di 4 presenze in campionato.
Nel 1947 viene ceduto al Venezia, allenato da Alfredo Foni e partecipante al campionato di Serie B. Con i lagunari guadagna il posto da titolare, collezionando 24 presenze e 7 reti; a fine stagione, tuttavia, scende ulteriormente di categoria, ingaggiato dalla Reggina. Qui rimane per tre stagioni consecutive, fino al 1951, partecipando ad altrettanti campionati di Serie C nei quali la formazione calabrese sfiora per due volte la promozione tra i cadetti. Ferrari è stabilmente impiegato come titolare, con 77 presenze complessive e 12 reti.
Nel 1951 rientra a Brescia, proseguendo l'attività di calciatore fino al 1956 in IV Serie con Falck Vobarno (dove ricopre anche l'incarico di allenatore) e Lumezzane.

### Pallavolista
Durante la militanza in squadre del Nord alterna l'attività di calciatore a quella di pallavolista. Conta infatti 200 presenze in serie A ed una convocazione in Nazionale con la Lale Brescia e successivamente con il Torrione Brescia.

### Allenatore di calcio
Dopo gli esordi come allenatore nel Bresciano, consegue il patentino di allenatore di prima categoria e in seguito passa al ruolo di direttore tecnico. Nel 1958 partecipa al primo corso per allenatori del neonato centro tecnico di Coverciano, di cui in seguito diventa direttore.
Stabilitosi definitivamente a Firenze, a partire dal 1959 entra a far parte del Settore Tecnico della FIGC come istruttore, rimanendovi fino agli anni novanta; in tale ruolo si è occupato dei corsi per allenatori e nel 1979 ha collaborato alla stesura di un manuale in proposito.